# Zaloke
Zaloke so naselje v Občini Krško.